# Gabriel Brown
Gabriel Enrique Brown Martínez (ur. 14 lipca 1998 w Colón) – panamski piłkarz występujący na pozycji lewego skrzydłowego, reprezentant Panamy, od 2025 roku zawodnik kostarykańskiego Sportingu San José.